# Амброксол
Амброксол (англ. Ambroxol, лат. Ambroxolum) — синтетичний препарат, що є по хімічній структурі заміщеним бензиламіном, та належить до групи муколітичних і відхаркувальних препаратів, що застосовується перорально, парентерально, інгаляційно та ректально. По хімічній структурі амброксол є активним метаболітом бромгексину. Бромгексин синтезовано на основі дослідження алкалоїду рослини Adhatoda vasica вазицину, який давно застосовувався жителями країн Азії як відхаркувальний засіб. Після дослідження бромгексину виявлено, що його метаболіт — амброксол має вищу активність, ніж сам бромгексин. Після встановлення цього факту амброксол був уперше синтезований як самостійний лікарський препарат у лабораторії компанії «Boehringer Ingelheim» та схвалений для застосування у 1978 році під торговою назвою «Лазолван».

## Фармакологічні властивості
Механізм дії препарату полягає у деполімеризації та руйнуванні кислих мукополісахаридів бронхіального секрету; посиленням секреції глікопротеїнів, що мають у складі нейтральні мукополісахариди; активації руху війок миготливого епітелію дихальної системи; шляхом безпосереднього впливу на II тип пневмоцитів у альвеолах та на клітини бронхіол стимулює виділення легеневого сурфактанту. Усі ці ефекти призводять до полегшення відходження мокротиння без суттєвого збільшення його кількості та зменшення кашлю. При застосуванні амброксолу спостерігається підвищення концентрації в легеневій тканині бета-лактамних антибіотиків, макролідів, доксицикліну та сульфаніламідних препаратів без зменшення концентрації антибіотиків у крові. Амброксол сприяє обмеженню вивільнення арахідонової кислоти, зменшенню вивільнення кисневих радикалів та інгібує хемотаксис нейтрофілів, що в сумі дає місцевий протизапальний ефект при застосуванні препарату. Амброксол також має антиоксидантні властивості та має здатність стимулювати місцевий імунітет шляхом підвищення активності макрофагів та підвищенню концентрації IgA. Амброксол також має місцевоанестетичну дію та може полегшувати біль у горлі при застосуванні у вигляді пастилок сублінгвально при гострому фарингіті. При проведенні клінічних досліджень у Японії було встановлено, що профілактичне застосування амброксолу (у дозі 45 мг/добу), на відміну від застосування іншого муколітика карбоцистеїну та препарату ребапіміду, зменшує кількість випадків гострих респіраторних інфекцій. Клінічна ефективність амброксолу при пероральному прийомі найчастіше досягається від 4—6 доби від початку застосування препарату. При застосуванні амброксолу у випадку бронхіальної астми та інших хронічних обструктивних захворювань легень не спостерігається збільшення ОФВ1, але спостерігається значне покращення самопочуття та покращення відходження мокротиння. Слід зазначити, що у 2007 році при проведенні клінічних досліджень по ефективності застосування амброксолу та інших муколітиків не було виявлено достатнього клінічного підтвердження ефективності цих препаратів при лікуванні кашлю, що є симптомом пневмонії. Перевагою амброксолу є можливість призначення препарату в різних лікарських формах та методах застосування — перорально, парентерально (внутрішньовенно, внутрішньом'язово, рідше — підшкірно), ректально та інгаляційно. Амброксол може застосовуватися інгаляційно через небулайзер, у тому числі в суміші з бронхолітиками в одній небулайзерній камері.

### Фармакодинаміка
Амброксол добре всмоктується та розподіляється в організмі як після перорального, так і після парентерального застосування, біодоступність препарату складає 75 % при пероральному застосуванні та 100 % при парентеральному введенні. Амброксол добре зв'язується з білками плазми крові. Максимальна концентрація в крові досягається протягом 0,5—3 годин після застосування препарату перорально або парентерально, початок дії препарату при інгаляційному застосуванні спостерігається через 30 хвилин після початку інгаляції. Амброксол добре розподіляється в організмі, найвищі концентрації препарату спостерігаються в легенях. Препарат проходить через гематоенцефалічний бар'єр, через плацентарний бар'єр та виділяється в грудне молоко. Метаболізується амброксол у печінці з утворенням неактивних метаболітів. Виводиться препарат з організму нирками, переважно у вигляді метаболітів. Період напіввиведення амброксолу із плазми крові становить 7—12 годин, термінальний період напіввиведення метаболітів становить 22 години, цей час може збільшуватися при важких порушеннях функції печінки та нирок.

## Показання до застосування
Амброксол застосовується при гострих та хронічних захворюваннях дихальної системи як у дорослих, так і дітей, що пов'язані з порушеннями бронхіальної секреції — гострий та хронічний бронхіт, бронхоектатична хвороба, трахеїти, ларингіти, синусити, риніт, пневмонії, бронхіальна астма, респіраторний дистрес-синдром, муковісцидоз легень; при догляді за трахеостомою; у період підготовки та після проведення бронхоскопії; для профілактики та лікування ускладнень дихальної системи після проведення операцій. До появи препаратів легеневого сурфактанту амброксол застосовувався як основний метод лікування респіраторного дистрес-синдрому в новонароджених.

## Побічна дія
При застосуванні амброксолу можуть спостерігатися наступні побічні ефекти:
- Алергічні реакції — нечасто (0,1—1 %) еритема шкіри, висипання на шкірі, свербіж шкіри, кропив'янка, гарячка; дуже рідко (менш як 0,01 %) набряк Квінке, синдром Стівенса-Джонсона та анафілактичні реакції.
- З боку травної системи — часто (1—10 %) діарея; нечасто (0,1—1 %) нудота, блювання, сухість у роті, диспепсія, біль у животі; рідко (0,01—0,1 %) печія; дуже рідко (менш як 0,01 %) запор, слинотеча.
- З боку дихальної системи — нечасто (0,1—1 %) диспное, ринорея; дуже рідко (менш як 0,01 %) сухість дихальних шляхів.
- З боку сечовидільної системи — дуже рідко (менш як 0,01 %) дизурія.
- З боку нервової системи — рідко (0,01—0,1 %) головний біль, загальна слабість.[21]

## Протипоказання
Амброксол протипоказаний при підвищеній чутливості до препарату, у I триместрі вагітності, при загостренні виразкової хвороби шлунку та дванадцятипалої кишки та станах, при яких спостерігається легенева кровотеча. З обережністю застосовують препарат при печінковій або нирковій недостатності і годуванні грудьми. В Україні амброксол може застосовуватися у дітей від народження.

## Форми випуску
Амброксол випускається у вигляді таблеток по 0,03 г; шипучих таблеток по 0,03 і 0,06 г; таблеток та капсул ретард по 0,075 г; 0,3 % сиропу у флаконах по 100, 120 і 250 мл та 0,6 % сиропу по 120 мл; 0,75 % розчину для приймання всередину та інгаляцій у флаконах по 40 і 100 мл; розчину орального 10 мг/0,2 мл флакон 13 мл з дозувальним пристроєм під торговельною назвою «Респикс Спрей»; 0,3 % розчину для ін'єкцій в ампулах по 5 мл і 0,375 % та 0,75 % розчину по 2 мл; ректальних супозиторіїв по 0,015 і 0,03 г; пастилок по 0,015 г. Амброксол випускається у комбінації з ацетилцистеїном під торговельними назвами «Респикс», «Хелпекс бриз». У комбінації з екстрактом термопсису, гідрокарбонатом натрію та гліцириззинатом натрію випускається під торговельною назвою «Коделак бронхо».; а у комбінації із гвайфенезином, хлорфенаміном та фенілефрином — під торговельною назвою «Колдакт бронхо». У комбінації з лоратадином амброксол випускається під торговельними назвами «Респикс Л», «Пульмолор». У комбінації з карбоцистеїном амброксол випускається під торговельною маркою «Пектолван Ц». Амброксол разом із рокситроміцином входить до складу комбінованого препарату «Роксин».

## Синтез препарату
Амброксол синтезується з парацетамолу та 2-аміно-3,5-дибромобензальдегіду шляхом послідовних каталітичних реакцій.

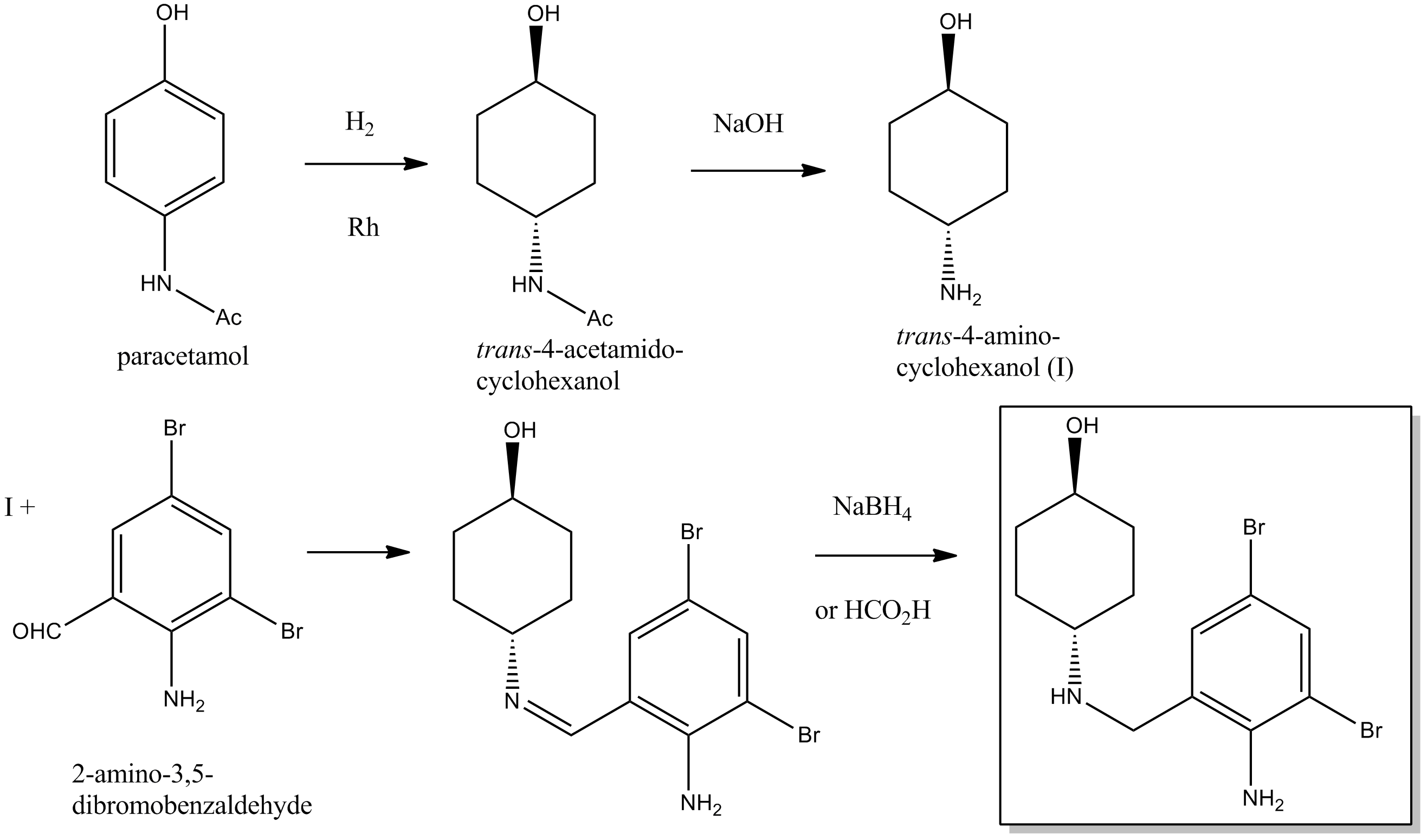
Синтез амброксолу